# Пелетирање
Пелетирање подразумева технолошки процес којим се поједини улазни метеријал (руда, угаљ, кокс, дрво, крмно биље) третира тако да се од њега формира гранулат (пелет) у пречнику 2-5 cm. Пелети се углавном препознају по цилиндричном облику, а као такви су веома згодни за манипулацију и аутоматизацију у потрошњи.
Пелетирање материјала се спроизводи у циљу:
- смањења влажности
- повећања квалитета (калоричности, садржај минералa и сл) у мањој запремини/маси
- лакше манипулације
- мањих губитака у транспорта

Највећу примену пелетирање има у:
- преради минералних сировина и тешкој индустрији
- преради отпада у прехрамбеној индустрији
- индустрији сточне хране
- преради отпада у дрвној индустрији

Палетирање се намеће као веома важна и еколошки погодна технологија у обради дрвета и припреми биомасе за ложење-огрев, имајући у виду да биљни омотач наше планете предствља обновљив извор потенцијалне енергије.
Од 2007. године, пелетирање отпада у индустрији прераде дрвета нагло расте, а са тим и потражња за пећима на пелете.
Данас су пећи (за централно/парно грејање) на пелете толико аутоматизоване да се могу поредити са пећима на течна горива, а степен искоришћавања енергента се креће око 90-95%. Степен искориштења енергента овде значи, да ће од 100 kg масе пелета остати мање од 0,5 kg масе пепела и чађи.